# Quentin Danloux
Quentin Danloux (Burdeos, Francia; 16 de noviembre de 1999) es un futbolista franco-español que juega como mediocampista ofensivo y juega en el Patriotas Boyacá de la Primera División de Colombia.

## Trayectoria

### Novelda C.F
En el 2019, fichó por el Novelda C.F de Alicante, club de la tercera categoría de España.

### Patriotas Boyacá
Fue descubierto por las directivas del equipo de Tunja y fue oficializado el 16 de enero del 2020. Inició su proceso de adaptación y la pandemia impidió que debutara en la Liga BetPlay Dimayor 2020. El 22 de octubre jugó su primer partido en la Copa BetPlay Dimayor 2020 ante Independiente Santa Fe. Siete días después volvió a tener minutos frente al mismo rival en el encuentro de vuelta.
En Liga BetPlay Dimayor I-2021, el volante mixto de 19 años, fue convocado el 23 de marzo para el juego ante La La Equidad por la fecha 13, sin embargo, no sumó minutos. Finalmente, en la jornada 17, en el estadio Alfonso López Pumarejo de Bucaramanga, Quentin estrenó la camiseta de Patriotas Boyacá tras ingresar por Michael Ordóñez al minuto 83 y se convirtió en el primer jugador francés en la historia en jugar en la liga colombiana.

## Clubes

### Formativo
| Club  | País   | Año         |
| ----- | ------ | ----------- |
| Elche | España | 2007 - 2017 |

### Profesional
| Club             | Div.             | País     | Año             | Partidos | Goles |
| ---------------- | ---------------- | -------- | --------------- | -------- | ----- |
| Kelme            | Honor Juvenil    | España   | 2018            | 40       | 3     |
| Novelda          | Tercera División | España   | 2019            | ??       | ??    |
| Patriotas Boyacá | Primera A        | Colombia | 2020 - presente | 21       | 1     |